# Минская правда
«Минская правда» (бел. Мінская праўда)— главное государственное печатное издание Минской области, входит в состав информационного агентства «Минская правда».
Издаётся с 1 ноября 1950 года. Первой среди областных изданий Белоруссии начала печататься в цвете.
Учредители — Минский областной исполнительный комитет; коллектив Минского областного унитарного предприятия "Информационное агентство «Минская правда».
Выходит 2 раза в неделю тиражом более 45 тысяч экземпляров.
Также информационное агентство «Минская правда» издает районные газеты «Узвышша» (Дзержинский район), «Чырвоная зорка» (Узденский район) и «Прысталічча» (Минский район). С ноября 2020 года в состав медиахолдинга вошла радиостанция «Минская волна».

## Редакция
Генеральный директор и главный редактор: Коршун Лариса Михайловна. Заместитель генерального директора: Царикевич Наталья Александровна.

## История
Областная газета «Минская правда» основана 1 ноября 1950 года постановлением Бюро ЦК КПБ как орган Минского обкома и горкома КПБ, областного и городского Советов депутатов трудящихся. До этого крупнейший регион республики не имел своего печатного органа, функции его выполняла газета «Звязда». Сначала «Минская правда» выходила на белорусском языке. Согласно обращению «К нашим читателям», главной целью газеты было «мобилизовать минчан на выполнение великих задач коммунистического строительства». Передовая первого номера «Минской правды» имела заголовок «Вперёд, к новым победам коммунизма».
Первыми рубриками газеты были: «По нашей Советской Родине», «На встречу 33 годовщине Великого Октября», «В помощь изучающим марксизм-ленинизм», «Письма в редакцию», «Книжная полка», «Театр», «Физкультура и спорт». В первый год в редакцию газеты пришло около 5 тысяч писем от читателей.
В середине 60-х годов редакция готовила вечерний выпуск «Мінскай праўды» для столичных читателей. На базе его была создана в 1967 году городская газета «Вечерний Минск». В ноябре 1970 года, к 20-летию газеты, «Минская правда» была награждена почётной грамотой Верховного Совета Белорусской ССР.
По данным на начало 1970-х годов, газета выходила 5 раз в неделю и имела тираж 44 тысячи экземпляров. В то время в числе рубрик газеты были: «Партийная жизнь», «В школах коммунистического труда», «Как вас обслуживают», «Так служат наши земляки», «Новые книги», «Советы экономиста», «После выступления „Минской правды“», «За рубежом» и другие. Ежегодно редакция получала более 15 тысяч писем.
В 1977 году стала участницей ВДНХ СССР в Москве. Дважды награждалась Почетной грамотой Верховного Совета БССР.
С 1990 года «Минская правда» издаётся на белорусском и русском языках.
К 50-летию областной газете вручена Благодарность Президента Республики Беларусь. В 2005-м была названа лауреатом I Национального конкурса печатных средств массовой информации в номинации «Лучшая областная газета» и награждена знаком «Золотая литера». В 2011 году получила гран-при этого конкурса.
В числе авторов газеты был Пётр Миронович Машеров, в газете работали В. Г. Шилович, В. Г. Радкевич.
В июле 2017 года «Мінская праўда» реорганизована в региональный холдинг, в ее состав вошли три печатных издания: газета Дзержинского района «Узвышша», газета Минского района «Прысталiчча», газета Уздзенского района «Чырвоная зорка».

## Критика
7 сентября 2021 года на главной странице газеты была напечатана карикатура на католических священников. Пресс-секретарь Католической церкви в Беларуси Юрий Санько прокомментировал публикацию такими словами: «плюет в лицо нескольким миллионам католиков, живущим в нашей стране, а если внимательно посмотреть на размещенную на первой странице карикатуру, где оскверняется крест, то считаю, что оскорбляют всех христиан. Пропаганда нацистской символики».
25 ноября 2022 года YouTube на неделю лишил канал Минской правды возможности загружать видео, публиковать записи на вкладке «Сообщество», а также проводить прямые трансляции. В качестве причины блокировки YouTube указал следующее: «В ходе автоматической проверки в вашем видео был обнаружен потенциально недопустимый контент. Мы удаляем такие ролики, чтобы защитить пользователей».